# DR 135 061 … 132
Die Einheits-Triebwagen DR 135 061 … 132 sind eine in den 1930er Jahren entwickelte Triebwagen-Baureihe der Deutschen Reichsbahn für den Personenverkehr auf Nebenbahnen. Zwei davon wurden als Leichttriebwagen gebaut. Sie galten zu ihrer Bauzeit als Einheitstriebwagen für den Nebenbahnbetrieb und waren die Nachfolger der VT 135 mit eckigem Wagenkasten.

## Geschichte

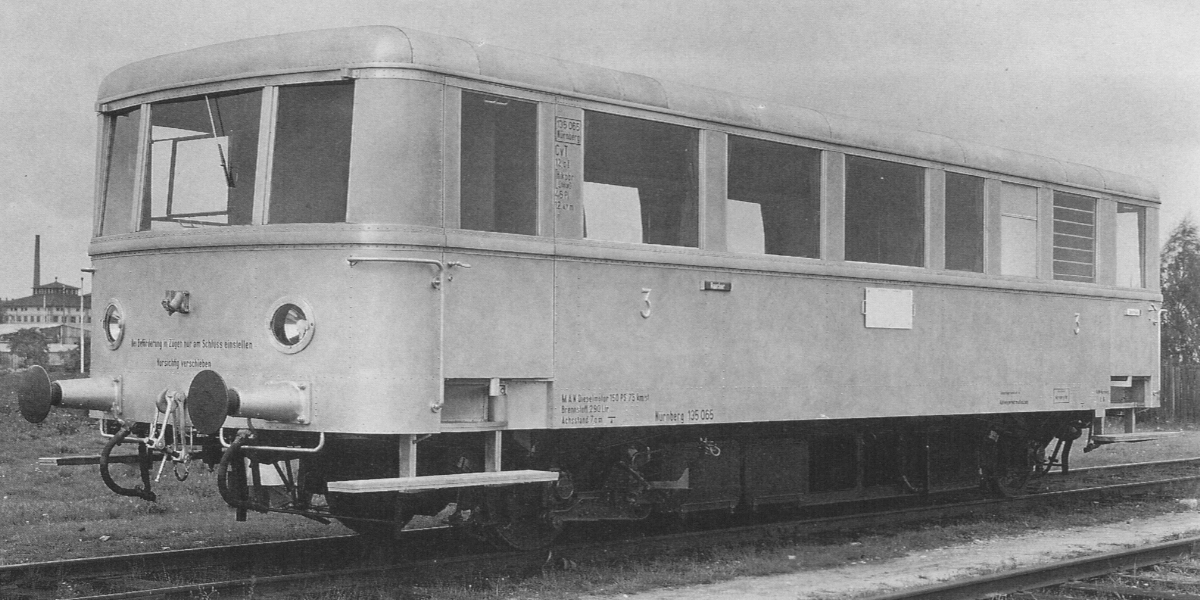
Triebwagen 135 065 in der Ursprungsausführung, Werkfoto MAN

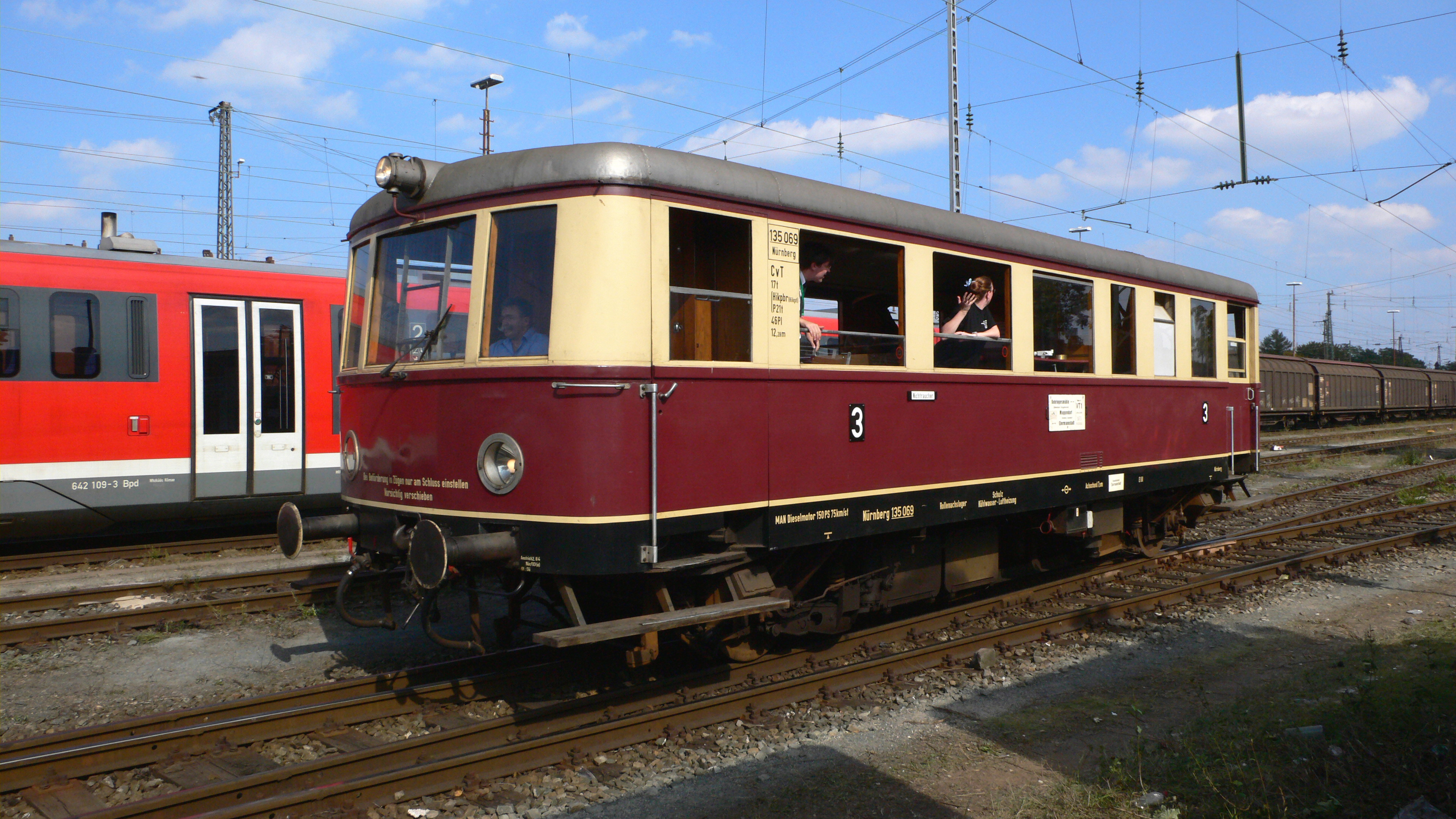
135 069 in Reichsbahn-Lackierung

Die Entwicklung des Einheits-Triebwagens basierte auf einem Typenprogramm der Deutschen Reichsbahn von Mitte der 1930er Jahre. Mit diesem sollten alle zuvor beschafften zweiachsigen Triebwagen, Prototypen und Vorserien abgelöst werden. Diesen Wagen kommt eine ähnliche Bedeutung zu wie den später entwickelten Uerdinger Schienenbussen. Der Triebwagen wurde von MAN entwickelt und in 64 Exemplaren von 1937 bis 1938 als 135 061–064, 067–076 und 083–132 geliefert. Der Antrieb war vollständig in einem Tragrahmen angeordnet, der sich auf den Radsätzen abstützte. Der Dieselmotor ragte in den Wagenkasten hinein und wurde mit einer aufklappbaren Sitzbank abgedeckt. Über eine Gelenkwelle wurde das Radsatzwendegetriebe angetrieben. Die Triebwagen hatten ein vierstufiges Mylius-Getriebe. Der Lüfter war seitlich unter dem Wagenkasten angeordnet. Später erhielten die Triebwagen auch eine RZM-Sicherheitsfahrschaltung. Kriegsbedingt gab es nicht nur Versuche mit Holz- und Flüssiggasantrieb, sondern auch einen Umbau der Kühlwasserluftheizung in eine koksgefeuerte Heizung.
Der Fahrgastraum hatte eine Toilette. Am motorseitigen Führerstand war der Einstiegsraum zu einem Gepäckabteil vergrößert, hier gab es Schiebetüren. Am anderen Ende waren Klapptüren vorhanden.
Der Einsatz dieser Einheits-Triebwagen in größerer Stückzahl wurde durch den Zweiten Weltkrieg und die Umorientierung auf vierachsige Triebwagen verhindert.

## DB VT 70.9
Von den Fahrzeugen gelangten 30 in den Bestand der Deutschen Bundesbahn (DB), wo sie ab 1949 als VT 70.9 geführt wurden. Bei der DB waren die Triebwagen zunächst auf viele Bahnbetriebswerke von Hamburg-Altona bis München Hbf verteilt, bis sie ab 1957 auf wenige Bw in Bayern zusammengezogen wurden.

## DR 186.0 bis 186.2
Zehn Triebwagen blieben im Bestand der Deutschen Reichsbahn (DR), wovon acht wieder in Betrieb genommen wurden. Sie waren ab 1970 in die Baureihe 186.0 bis 186.2 eingeordnet.

## ČSD M 140 301–304
Fünf Fahrzeuge gelangten 1945 zu den Tschechoslowakischen Staatsbahnen (ČSD): 135 067, 135 072, 135 073, 135 090. Sie wurden als M.140 301–304 eingereiht. Der 135 117 wurde nicht unnummeriert und 1945 ausgemustert.

## Lokalbahn Lam–Kötzting 02–06

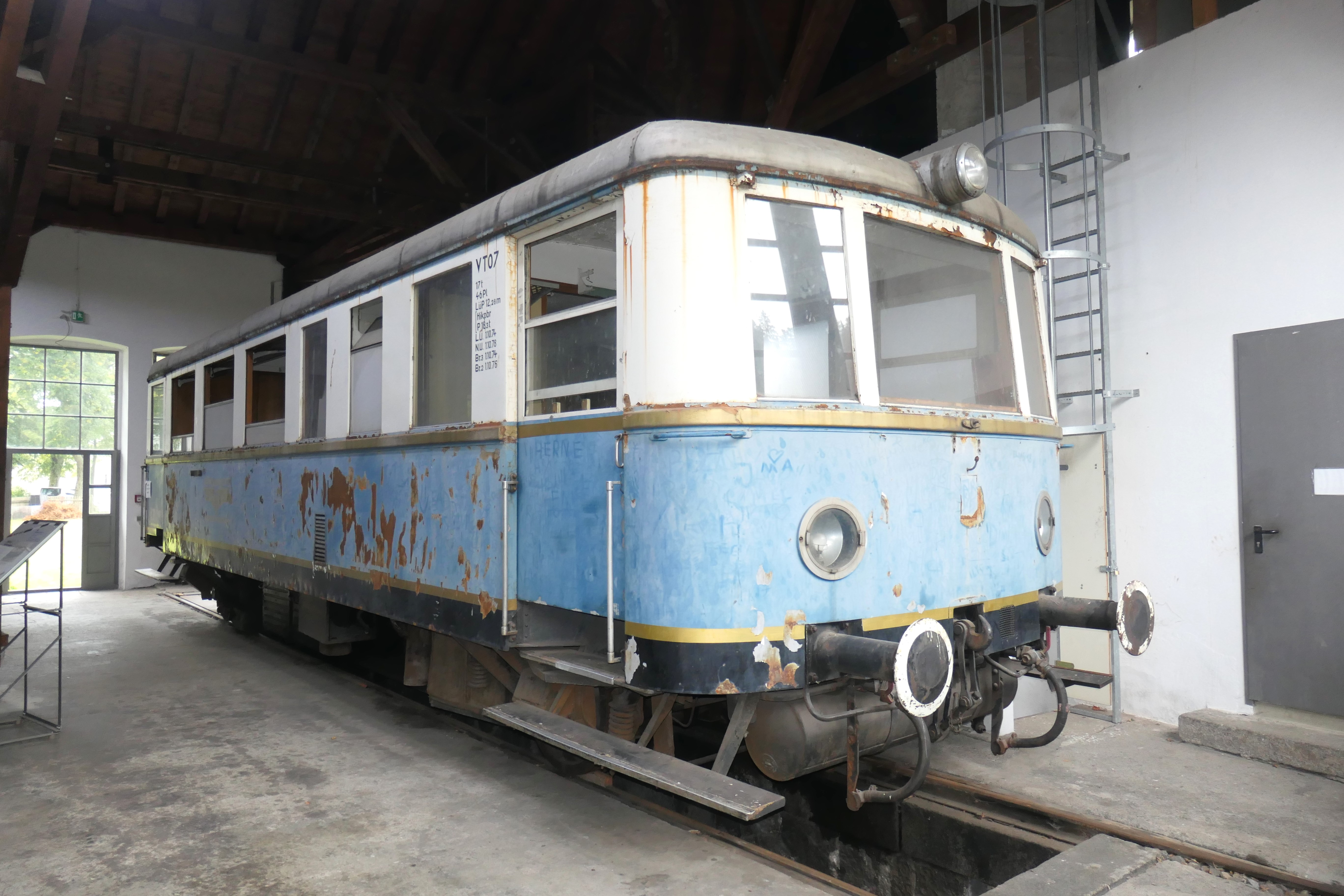
Triebwagen LLK 02 in der Lackierung der Regentalbahn (2024 im Localbahnmuseum Bayerisch Eisenstein)

Die AG Lokalbahn Lam–Kötzting (LLK) kaufte 1939 ein gleichartiges Fahrzeug mit der Nummer VT 02. Bei der Regentalbahn wurde das Fahrzeug später RAG VT 07, später als RAG VT 17, bezeichnet. In den Jahren 1960 bzw. 1960–1963 wurden insgesamt vier weitere Triebwagen von der DB gebraucht erworben. Davon wurden die beiden Wagen VT 70 919 (ex. 135 069) als VT 05 (bei der RAG VT 09 / später RAG VT 19) sowie VT 70 921 (ex. 135 071) als VT 03 (bei der RAG VT 08) in Betrieb genommen, während die anderen beiden Wagen VT 70 940 (ex. 135 121) als VT 06 und VT 70 939 (ex. 135 119) keine RAG-Nummer mehr erhielten und Ende der 1960er Jahr als Ersatzteilspender verschrottet wurden.

## Erhaltene Fahrzeuge
Erhalten geblieben sind die Triebwagen 135 069 (DFS, Ebermannstadt), 135 071 (Darmstadt-Kranichstein) und 135 110 (DB Museum Halle (Saale)), sowie der LLK 02 beim Bayerischen Localbahnverein.

## Leichtbau-Ausführung

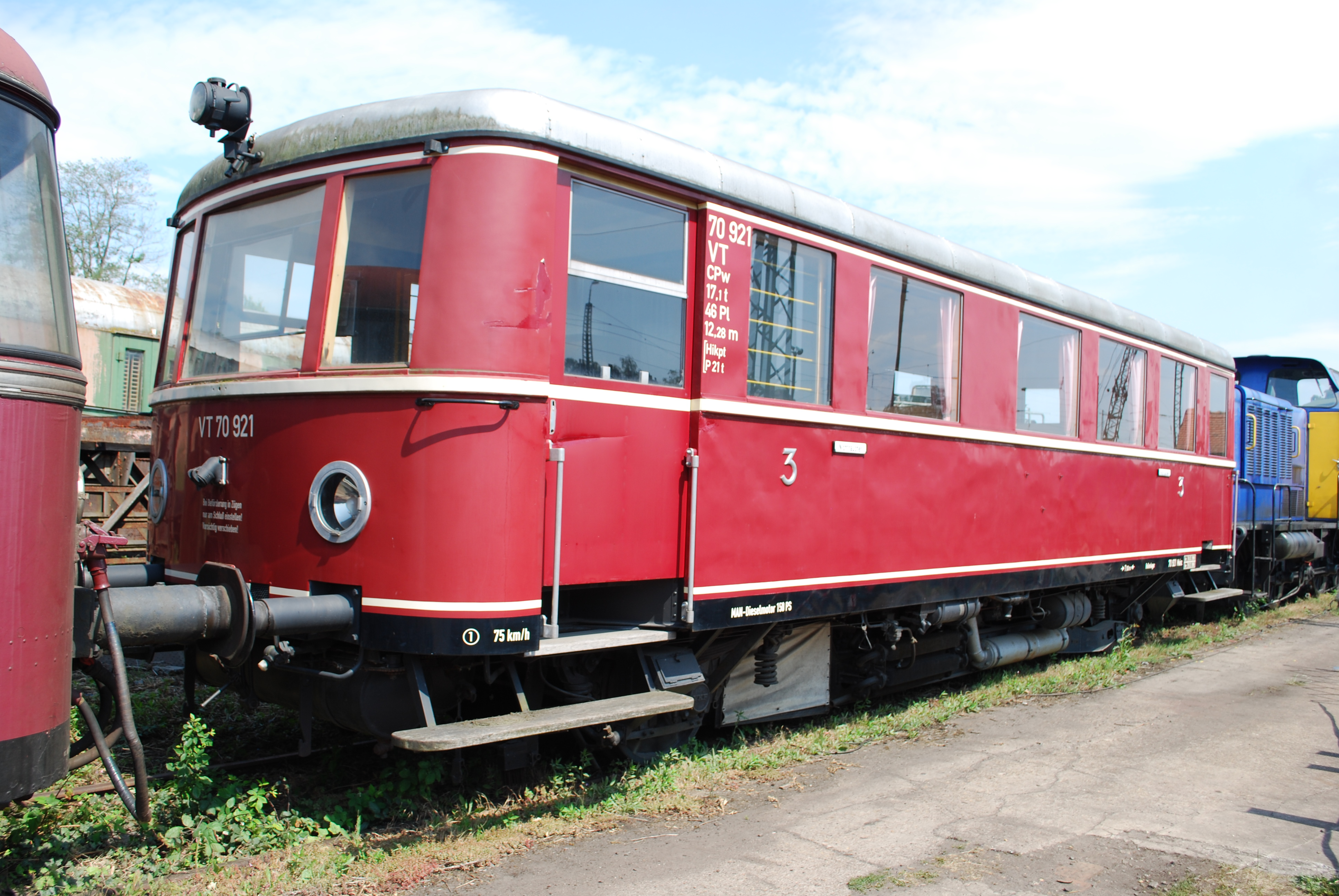
Museumstriebwagen 135 071 beim Eisenbahnmuseum Darmstadt-Kranichstein

Die Triebwagen 135 065 und 066 besaßen abweichend einen Hydronalium-Wagenkasten (eine hochfeste Aluminium-Magnesium-Legierung), der zusammen mit einem Leichtmetall-Getriebe die Leermasse von 16,4 auf 12,3 t senkte. Sie wurden bei der Deutschen Bundesbahn als VT 70 970 und 971 eingeordnet.
Die beiden Wagen waren bis Mitte der 1960er Jahre im Einsatz; der VT 70 970 wurde am 21. Oktober 1960 in Nürnberg außer Dienst gestellt. Der VT 70 971 war in Bamberg beheimatet. Die Ausmusterung erfolgte im gleichen Jahr, er stand noch 1965 im ehemaligen AW München-Freimann.
Hinsichtlich des verwendeten Werkstoffes haben sich beide Versuchstriebwagen ebenso wie der HBE T 1 durchaus bewährt. Bei einer im Bundesbahn-Zentralamt München durchgeführten Untersuchung wurden praktisch keine Korrosionsspuren festgestellt, wobei die beiden VT 135 auch nach dem Krieg keine Lackierung erhielten. Lediglich die Verarbeitung als Nietkonstruktion war nicht optimal gelöst.

## Beiwagen
Zu den Triebwagen wurden in den Jahren 1937 und 1938 bei Talbot 80 Beiwagen gebaut. Zehn Beiwagen (VB 140 250–259) hatten einen kleinen Postraum gegenüber der Toilette, alle Türen schlugen nach außen auf. Die anderen Beiwagen (VB 140 260–329) hatten einen größeren Postraum, an dem Ende waren, wie bei den Triebwagen, Schiebetüren. Die Sitzteilung betrug in beiden Typen 2+3, die erste Serie hatte 39 feste Plätze und sieben Klappsitze, die zweite Serie 41 Sitzplätze und neun Klappsitze.
Aus der ersten Serie gelangten neun Wagen zur DB, von denen sieben wieder in Betrieb genommen wurden. Bis 1963 wurden sie ausgemustert, drei davon aber an Privatbahnen verkauft. Von der zweiten Serie blieben 33 Wagen bei der DB, 30 wurden wieder in Betrieb genommen, sie wurden bis 1966 ausgemustert, sechs wurden an Privatbahnen verkauft. Der VB 140 321 befindet sich heute bei der Dampfbahn Fränkische Schweiz.
Sechs Beiwagen kamen zur DR, sie wurden bis Mai 1968 ausgemustert, die VB 140 260 und 263 blieben erhalten. Zwei Beiwagen wurden von der ÖBB übernommen, sie trugen die Nummern BT 7640.01 und 02, 1963 wurden sie ausgemustert. Die übrigen Beiwagen sind im Krieg verschollen oder zerstört worden.